# Arcidiecéze Saint-Boniface
Arcidiecéze Saint-Boniface (latinsky Archidioecesis Reginatensis) je římskokatolická metropolitní arcidiecéze bez sufragánních diecézí na území kanadské provincie Manitoba se sídlem ve francouzské čtvrti Saint-Boniface města Winnipegu, kde se nachází katedrála sv. Bonifáce. Tvoří součást kanadské církevní oblasti Západ. Současným arcibiskupem je Albert LeGatt.

## Stručná historie
První misionáři přišli do oblasti Manitoby v roce 1818 a již v roce 1844 byl zřízen apoštolský vikariát Hudsonův záliv a Jamesova zátoka, který byl v roce 1847 povýšen na diecézi Severo-Západu, sufragánní ke quebecké arcidiecézi. Z jeho obsáhlého území se vydělilo větší množství diecézních oblastí: dnešní Arcidiecéze Grouard-McLennan, Arcidiecéze Edmonton, Diecéze Pembroke, Arcidiecéze Regina, Arcidiecéze Winnipeg, Diecéze Thunder Bay. V roce 1871 byla ovýšena na metropolitní arcidiecézi, ale v roce 1915 ztratila všechny své sufragánní diecéze